# MG (альбом Мартина Гора)
| Совокупная оценка | Совокупная оценка |
| Источник          | Оценка            |
| ----------------- | ----------------- |
| Metacritic        | 70/100            |
| Оценки критиков   |                   |
| Источник          | Оценка            |
| Allmusic          | [ 2 ]             |
| Exclaim!          | 6/10              |
| The Guardian      | [ 4 ]             |
| musicOMH          | [ 5 ]             |
| Pitchfork         | 7.2/10.0          |
| PopMatters        | 7/10              |
| Record Collector  | [ 8 ]             |
| Rolling Stone     | [ 9 ]             |

MG — второй сольный студийный альбом английского музыканта, участника группы Depeche Mode, Мартина Гора. Он был выпущен 24 апреля 2015 года студией Mute Records и состоит из шестнадцати инструментальных композиций. Музыкальный клип на песню «Europa Hymn», был выпущен на YouTube в феврале 2015 года.

## Критика
На сайте Metacritic, исходя из 12 отзывов, альбом набрал 70 баллов из 100, что является положительным результатом.
Электронный журнал Pitchfork дал оценку в 7,2 из 10 и описал альбом как «аккуратное ваяние электричества и воздуха», альбом создаёт захватывающий и эмоциональный звуковой ландшафт.

## Список композиций
Музыку для всех композиций написал Мартин Гор.
| №                   | Название            | Длительность |
| ------------------- | ------------------- | ------------ |
| 1.                  | «Pinking»           | 2:20         |
| 2.                  | «Swanning»          | 2:57         |
| 3.                  | «Exalt»             | 4:15         |
| 4.                  | «Elk»               | 2:01         |
| 5.                  | «Brink»             | 3:03         |
| 6.                  | «Europa Hymn»       | 3:15         |
| 7.                  | «Creeper»           | 3:26         |
| 8.                  | «Spiral»            | 3:59         |
| 9.                  | «Stealth»           | 4:16         |
| 10.                 | «Hum»               | 4:09         |
| 11.                 | «Islet»             | 3:15         |
| 12.                 | «Crowly»            | 4:15         |
| 13.                 | «Trysting»          | 3:16         |
| 14.                 | «Southerly»         | 4:00         |
| 15.                 | «Featherlight»      | 2:26         |
| 16.                 | «Blade»             | 3:08         |
| Общая длительность: | Общая длительность: | 54:11        |

## Студийное оборудование
Согласно интервью с Мартином Гором, опубликованным в Electronic Musician (июль 2015 г.), Keyboard Magazine (июль 2015 г.), а также видео-интервью на его официальном сайте, Гор упомянул некоторые инструменты (в основном, синтезаторы, системы модульного синтезатора, драм-машины) и другое оборудование.
Он использовал в записи альбома:
- Eurorack modular system
- Elka Synthex
- Gleeman Pentaphonic
- 88 DOTCOM system
- Aries modular system
- Digisound 80 modular system
- Synton Fenix
- ARP 2600
- ARP Solina String Ensemble
- Arturia MiniBrute
- Elektron Analog Four
- Elektron Analog Rytm
- Dewanatron Swarmatron
- Octave Plateau Voyetra Eight polyphonic synthesizer module
- Moog Minimoog Voyager
- Moog Memorymoog
- Tiptop Audio Trigger Riot
- Noise Engineering Zularic Repetitor drum module
- Solid State Logic mixing console
- Apple Logic Pro (DAW)

и другое оборудование.

## Участники записи
Информация была взята из вкладышей CD.
- Мартин Гор — художественное руководство, дизайн, производство
- Тимоти «Q» Уайлс (студия The Institute of Gizmology) — сведение (все треки); дополнительное программирование (треки 5, 7-9, 11, 12, 15)
- Уилл Хинтон II — помощник
- Стефан Бетке — мастеринг
- Джонатан Кесслер — менеджмент
- Пол А. Тейлор — художественное руководство
- Ян Л. Тригг — иллюстрации

## MG RemixEP
Мартин Гор анонсировал мини альбом из ремиксов на двойном 12-дюймовом виниловом диске и в цифровом виде. Мини альбом включает в себя ремиксы Энди Стотта, Вирджила Энцингера и Кристоффера Берга, а также два ранее не выпущенных трека. Совместно с BitTorrent был запущен конкурс ремиксов на трек Featherlight. Победивший ремикс был включён в цифровой релиз мини альбома.
| №                   | Название                                  | Длительность |
| ------------------- | ----------------------------------------- | ------------ |
| 1.                  | «Europa Hymn (Andy Stott Remix)»          | 7:02         |
| 2.                  | «Brink (Virgil Enzinger Remix)»           | 5:32         |
| 3.                  | «Pinking (Christoffer Berg Remix)»        | 8:44         |
| 4.                  | «De Nada»                                 | 4:30         |
| 5.                  | «Gifting»                                 | 4:31         |
| 6.                  | «Featherlight (Mantra of Machines Remix)» | 5:10         |
| Общая длительность: | Общая длительность:                       | 35:29        |